# Filip Vukičević
Filip Vukičević (Šibenik, 26. rujna 1988.), bivši je hrvatski košarkaš, igrač GKK Šibenika.

## Karijera
Karijeru je započeo u mlađim uzrastima KK Šibenika, a 2012. godine prešao je u seniore kluba. Ubrzo je postao kapetanom seniorskog tima. Zbog problema s leđima, prekinuo je košarkašku karijeru sredinom 2016. godine. Trenutačno je športski direktor GKK Šibenika. 

## Uspjesi
- GKK Šibenik
  - A-2 liga 2012./13. - prvaci
  - A1 liga 2016./17. – 3. mjesto
pobjednik regularnog dijela